# Coop (Schweiz)

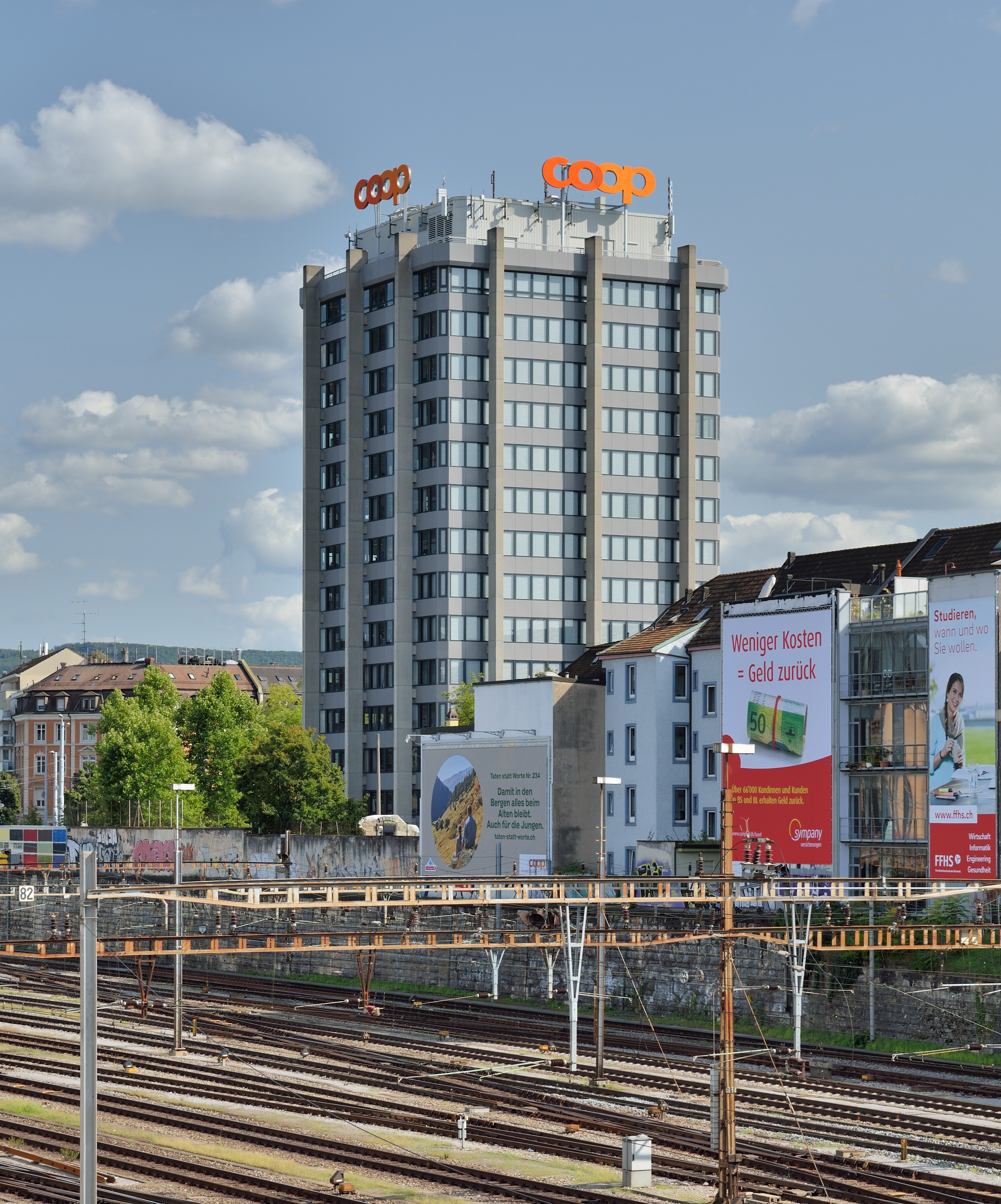
Coop-Hochhaus in Basel

Die Coop Genossenschaft ([ˈkoːp] oder [ˈkoʔop]) gehört zu den grössten Detailhandels- und Grosshandelsunternehmen der Schweiz. Sie ist als Genossenschaft mit rund 2,6 Millionen Mitgliedern organisiert.
Unter dem Eigennamen betreibt Coop Supermärkte, Warenhäuser («Coop City»), Restaurants, Apotheken im Joint Venture mit Galenica («Coop Vitality») sowie über die Tochtergesellschaft Coop Pronto AG Tankstellen- und Convenience-Shops («Coop Pronto» und «Coop to go»). Die Online-Shops «Coop.ch» und «Coop-City.ch» ermöglichen die Bestellung von Artikeln aus dem Coop-Sortiment mit Heimlieferung.
Zur Coop-Gruppe gehören zudem die Baumarktkette «Jumbo» (seit 2021), die Unterhaltungselektronik-Ketten «Interdiscount» (seit 1996) und «Swiss Household Services» (ehemals Dipl. Ing. Fust, seit 2007), das Möbelhaus «Livique», der Beleuchtungs-Fachmarkt «Lumimart», die «Import Parfumerie» und die «Christ Uhren und Schmuck»-Schmuckgeschäfte. Per 1. Januar 2011 erweiterte Coop mit der vollständigen Übernahme der Transgourmet Holding ihr In- und Auslandsengagement im Gastronomie- und Gewerbegrosshandel.
Im Juni 2022 war Coop in der Liste der grössten Unternehmen in der Schweiz auf Platz 10.

## Angebot und Dienstleistungen
Von seinen Mitbewerbern im Schweizer Detailhandel beabsichtigt sich Coop durch ein detaillierteres Angebot abzuheben. So bietet Coop neben Artikeln unter Eigenmarken auch zahlreiche Markenprodukte an. Verschiedene Linien decken die Nachfrage nach besonders ökologischen, kulinarisch hochstehenden, sozial profilierten oder kostengünstigen Produkten. Weitere Angebote und Dienstleistungen sind Guthabenkarten für Mobiltelefone («CoopMobile»), Pauschalreisen (ITS Coop Travel, Joint Venture mit Rewe Touristik), Brenn- und Treibstoffe (Coop Pronto AG; bis 2024 Coop Mineraloel AG) sowie bis 2017 Finanzdienstleistungen (die frühere Bank Coop wurde 1999 mehrheitlich und 2017 vollständig an die Basler Kantonalbank verkauft; siehe Bank Cler). Im Oktober 2023 wurde mit Coop Finance+ ein Neobank-Konto lanciert. Mangels Erfolg werde jedoch das Angebot eingestellt, wie Coop im August 2024 mitteilte.
Als Kundenbindungsprogramm bietet Coop seit 2000 die sogenannte Supercard an. Weist der Kunde diese bei Einkäufen vor, wird ihm für den generierten Umsatz eine Anzahl Superpunkte auf ein Punktekonto gutgeschrieben. Diese Punkte können dann gegen Prämien eingetauscht werden. Seit dem Sommer 2006 gibt Coop die Supercard Plus an Kunden ab, die auch als Mastercard oder als VISA erhältlich ist. Sie kombiniert die «normale» Supercard mit einer Kreditkarte. So können auch Superpunkte ausserhalb der Coop-Gruppe gesammelt werden. 2018 wurde die Supercard Kreditkarte mit Cashback-System lanciert. Sie wird nicht mehr von Swisscard – ein Joint Venture von Credit Suisse und American Express – herausgegeben, sondern von der TopCard Service AG, eine Tochter der UBS Switzerland AG. 2023 wurde bekannt, dass Coop die mit der Supercard gesammelten Kundendaten auch an Partnerfirmen verkauft. Des Weiteren sind rund 35 Prozent der Coop-Supermärkte mit Selbstbedienungskassen ausgestattet. Diese akzeptieren nebst der Kartenzahlung auch Bargeld. Einzelne Filialen wurden mit einer Postagentur der Schweizerischen Post ausgestattet – z. B. in Bolligen und Worblaufen.
Coop besitzt 42 Einkaufszentren.

## Geschichte

### Verband Schweizerischer Konsumvereine
In der zweiten Hälfte des 19. Jahrhunderts wurden in vielen Schweizer Städten Konsumvereine gegründet. 1853 und 1869 scheiterten zwei Versuche eines Zusammenschlusses der Konsumvereine von Zürich, Basel, Bern, Grenchen, Biel und Olten. Dies war erst bei einer dritten Zusammenkunft am 11. Januar 1890 in Olten möglich, als der Verband Schweizerischer Konsumvereine (VSK) gegründet wurde. Fünf Genossenschaften waren Gründungsmitglieder, am Jahresende zählte der VSK 43 Mitglieder. Mit der steigenden Zahl an Genossenschaften, 407 bis 1915, baute der VSK seine Tätigkeiten und seine Infrastruktur aus. 1902 erschien erstmals das «Genossenschaftliche Volksblatt» als Vorläufer der heutigen Coopzeitung.
Der eigentliche Ausbau erfolgte im ersten Viertel des 20. Jahrhunderts, doch dieser wurde durch handelspolitische Hemmnisse nach dem Ersten Weltkrieg gebremst. Während des Zweiten Weltkriegs stellte der VSK seine ganze Kraft in den Dienst der Landesversorgung. Nach Kriegsende stiegen sowohl das Schweizer Bruttoinlandsprodukt als auch die Wohnbevölkerung stetig an, so dass mit der Nachfrage auch das Angebot im Einzelhandel zunahm. Der erste Selbstbedienungsladen des VSK wurde 1948 an der Stauffacherstrasse 20 durch den Lebensmittelverein Zürich (LVZ) eröffnet. 1960 wurde das Coop Signet eingeführt.

### Coop Schweiz

Logo bis 2000

Der grösste Einschnitt in der Verbandsgeschichte erfolgte 1969 durch die neue Unternehmenspolitik, die ihre symbolische Umsetzung in der Änderung des Namens VSK zu Coop Schweiz fand. Einen wichtigen Teil der neuen Politik bildete der Fusionsplan, welcher die Zahl der Genossenschaften von damals 407 meist lokalen Dorf- und Stadtgenossenschaften auf etwa 30 bis 40 teilregionale Genossenschaften reduzierte. Spätere Fusionspläne bildeten daraus wiederum Regionalgenossenschaften, deren Zahl Mitte der 1990er-Jahre noch bei 14 lag. Durch den Bau von grossen Supermärkten sank die Zahl der Verkaufsstellen bei zunehmender Verkaufsfläche. Zudem vergrösserte sich durch die Eröffnung von Warenhäusern und Baumärkten in den 1970er- und 1980er-Jahren der Bereich Non Food.
1974 wurde die Rückvergütung durch Rabattmarken eingestellt und Nettopreise eingeführt. Am 14. September 1977 wurde erstmals das «Coop Mittwochstudio» auf dem Fernsehsender SF 1 ausgestrahlt. Die Infotainment-Dauerwerbesendung wurde im Jahr 2005 abgesetzt. Moderiert wurde sie u. a. von 1977 bis 1988 von Bella Neri. Ab 1982 wurden auch Rezepte vorgestellt. Ab 1993 wurde Armin Amrein als Studio-Koch engagiert. Im Jahr 2004 wurde das «Coop Studio» von Tanja Gutmann moderiert. 2005 gehörte René Rindlisbacher zum Moderations-Team, bevor die Sendung abgesetzt wurde. Zwischen 2002 und 2005 lief zudem die Sendung «Telescoop» jeweils über den Mittag.
Im November 1988 lancierte Coop das «Tell»-Bier, das vorderhand in der Churer Brauerei Calanda Bräu sowie in der Brauerei Brasserie du Boxer in Romanel-sur-Lausanne hergestellt wird (siehe auch Bierkartell).
An der 1990 zur Verwertung von Schlachtnebenprodukten gegründeten Centravo Holding AG, ist Coop mit 19,7 Prozent beteiligt.
Im Jahr 1991 erfolgte eine Mehrheitsbeteiligung am Konsumverein Zürich, dem 1995 die komplette Übernahme folgte.

### Coop-Gruppe Genossenschaft

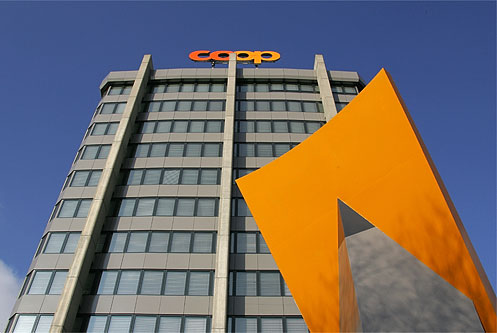
Coop-Verwaltungsgebäude in Basel

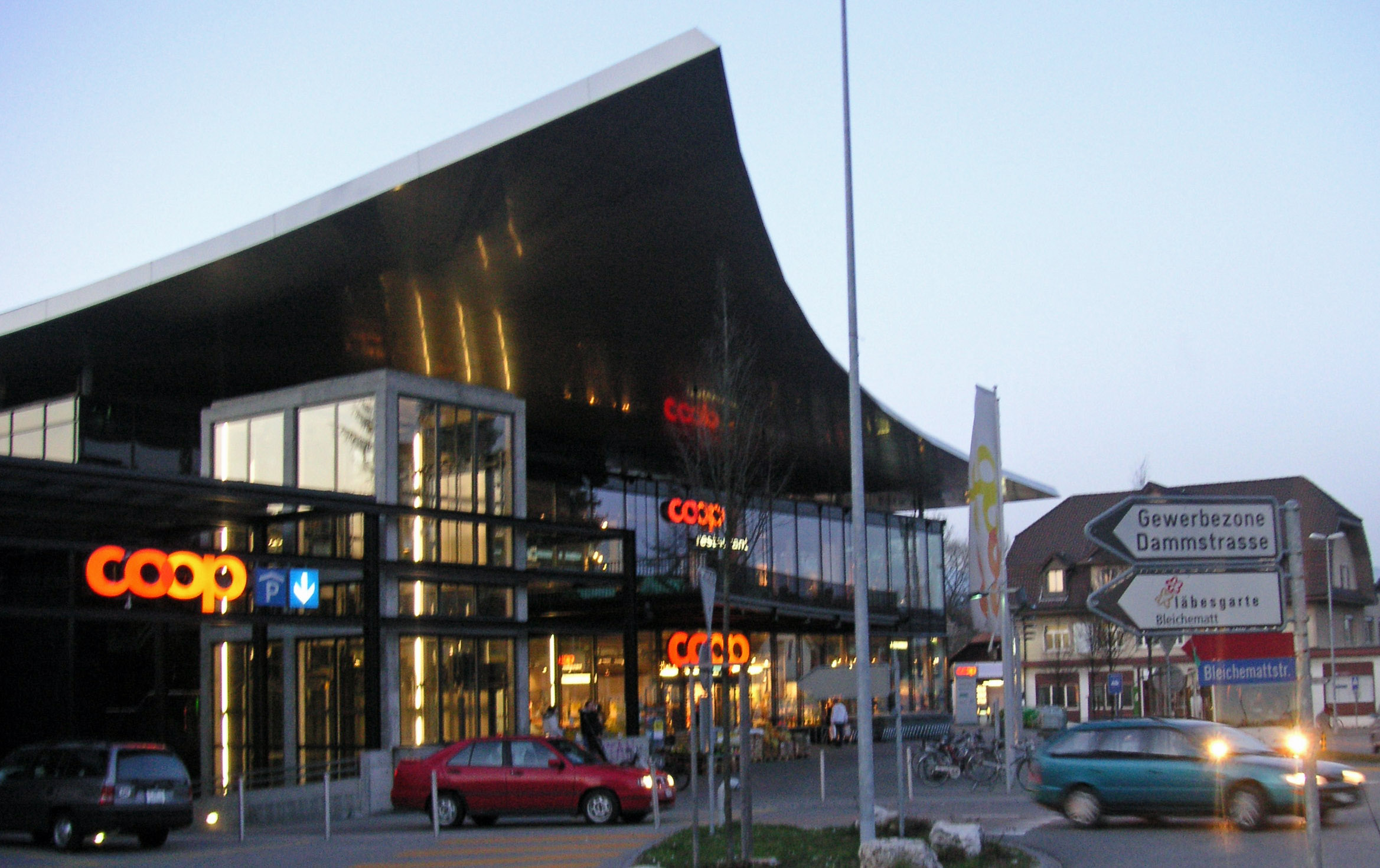
Coop-Supercenter in Biberist

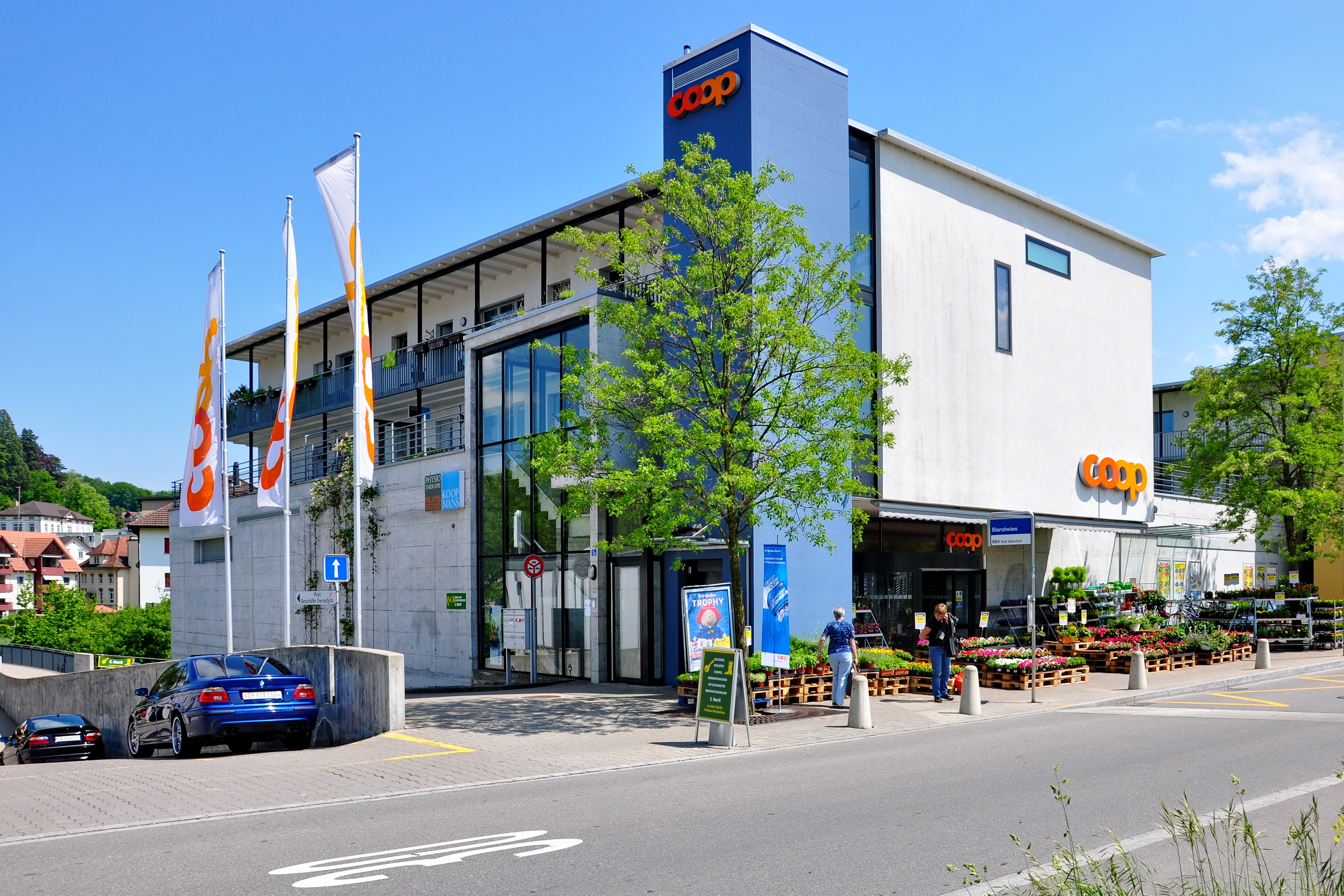
Coop-Filiale in Rüti ZH

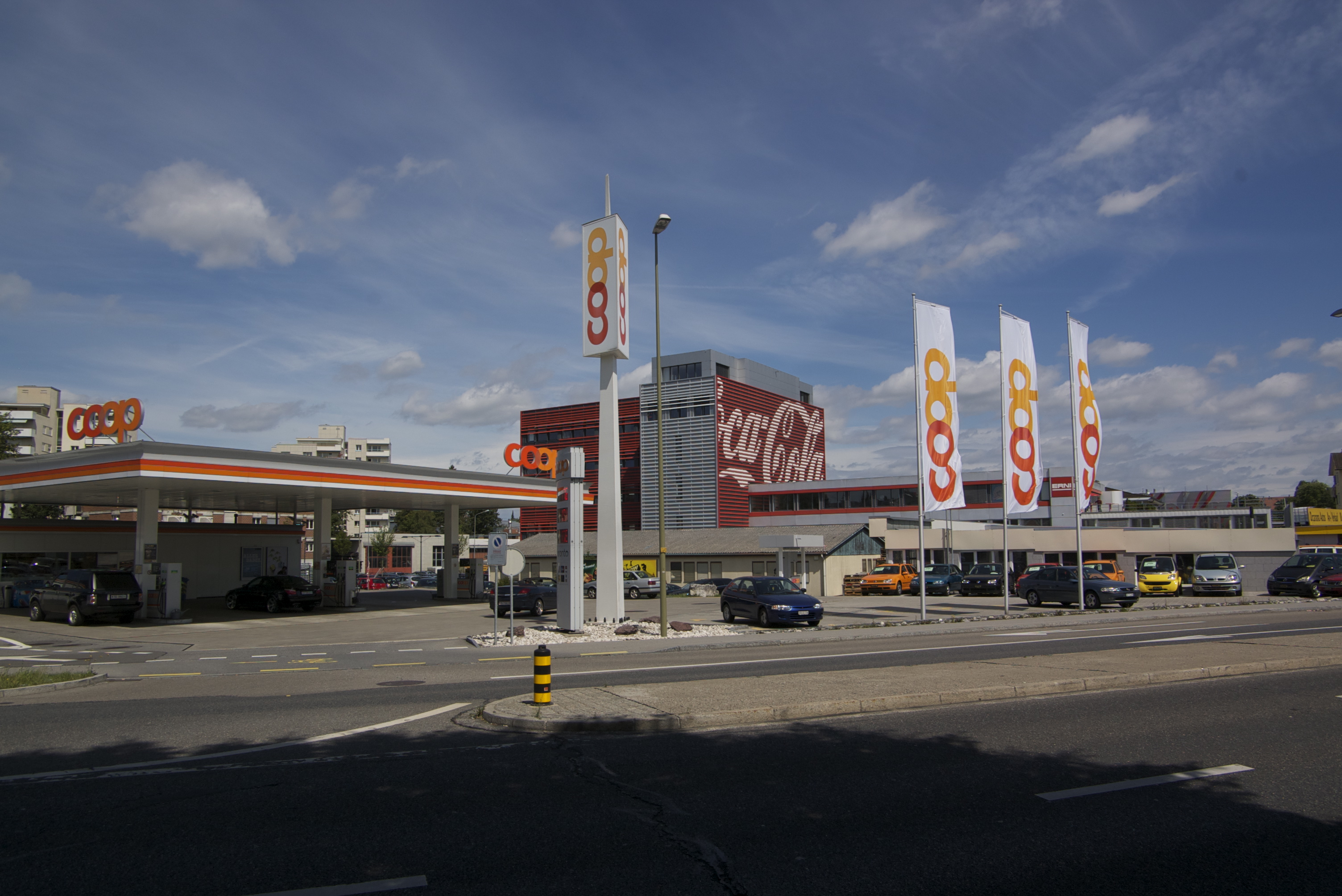
Coop Pronto Tankstelle in Wangen-Brüttisellen

Im Rahmen des Projektes CoopForte schlossen sich auf den 1. Januar 2001 alle 14 regionalen Genossenschaften und Coop Schweiz in der Coop-Gruppe Genossenschaft zusammen. Auf dieses Datum hin wurde auch der Wechsel zum neuen Logo mit den vier orangen Buchstaben vollzogen. Seit November 2001 gehörte die Marke Betty Bossi je zur Hälfte Coop und dem Medienunternehmen Ringier. Per 21. Dezember 2012 übernahm Coop die restlichen 50 % Anteile von Ringier an der Betty Bossi AG (Aus der Betty Bossi AG wurde 2021 eine Division der Coop Genossenschaft, die AG wurde aufgelöst).
Im Jahr 2001 wurde in Crissier der erste Coop-Megastore der Schweiz eröffnet.
Im Jahr 2002 übernahm Coop die Warenhauskette EPA, deren kommerziell erfolgreiche Verkaufsstellen sie als Coop-City-Warenhäuser weiterführte. 2003 wurde zudem die Waro AG in die Coop-Gruppe integriert. Die ehemaligen Waro-Filialen wurden zu Coop-Verkaufsstellen verschiedener Verkaufsformate.
Im Jahr 2005 beginnt eine Kooperation mit Weight Watchers und eine gleichnamige Sortimentslinie wurde eingeführt. Im selben Jahr wurde die Tiefpreislinie «Prix Garantie» eingeführt und im Coop-Supermarkt Frenkendorf das erste Selfscanning-Pilotprojekt im Schweizer Detailhandel gestartet.
Im Jahr 2006 hat Coop mit fünf weiteren Schweizer Unternehmen (Charles Vögele, Denner, Manor, Migros und Valora) die Interessengemeinschaft Detailhandel Schweiz (IG DHS) gegründet.
Im August 2007 hat Coop für 470 Millionen Franken die zwölf grossflächigen Supermärkte von Carrefour Schweiz übernommen und 2008 in Coop-Megastores umgewandelt.
Im November 2007 hat Coop nach Zustimmung der Wettbewerbskommission von der Jelmoli Holding das Elektrohaushaltgeräte- und Unterhaltungselektronik-Unternehmen Dipl. Ing. Fust AG, inklusive Service 7000 und netto24 AG, übernommen und als eigenständig am Markt auftretende Tochtergesellschaft in die Coop-Gruppe eingegliedert.
Die nachmalige Bank Coop wurde am 30. Oktober 1927 vom Verband Schweizerischer Konsumvereine zusammen mit dem Schweizerischen Gewerkschaftsbund als «Genossenschaftliche Zentralbank» gegründet. 1970 beschloss die Delegiertenversammlung der Genossenschafter die Umwandlung in eine Aktiengesellschaft. 1995 erfolgte die Umbenennung in «Coop Bank». Am 20. Dezember 1999 übernahm die Basler Kantonalbank die Mehrheitsbeteiligung; 2001 wurde die Namensänderung zu «Bank Coop» vollzogen. Das Institut gehört als Bank Cler seit 2017 vollständig der Basler Kantonalbank.
Seit 2010 betreibt Coop das Transportunternehmen Railcare mit sieben Lokomotiven des Typs Siemens Vectron Rem476 und einer Flotte von Lkw und Wechselbehältern. Neben der Belieferung der eigenen Märkte stehen die Leistungen von «railCare» auch anderen Kunden zur Verfügung.
Im Jahr 2011 wurde die Pearlwater Mineralquellen AG mit Sitz in Termen im Wallis übernommen.
Im März 2014 übernahm Coop die nettoShop AG, welche im Online-Handel mit Elektrohaushaltswaren schweizweit führend ist. Im selben Jahr hat Coop die Marché Restaurants Schweiz AG von Mövenpick übernommen. Das Unternehmen betreibt, neben den Marché-Restaurants auf Autobahnraststätten, inzwischen u. a. auch Zopf & Zöpfli, Cindy’s Diner und Popeyes. Darüber hinaus ist Marché Lizenznehmer einiger Burger-King-Filialen. Anfang April 2016 stieg Coop in die Fitness-Studio-Branche ein mit der Übernahme der Ostschweizer Studio-Kette Update Fitness. Indes wurde 2023 die 74. Update-Fitness-Filiale eröffnet. Coop kaufte Ende 2016 die 30 bahnhofsnahen Filialen der Aperto Shops, die ab Januar 2017 Teil der Coop-Gruppe werden. Die restlichen 19 Filialen, welche als Tankstellenshop betrieben werden, wurden an den Tankstellenbetreiber Oel-Pool verkauft. Die Geschäfte sollen unter dem bisherigen Namen weiterbetrieben und alle Beschäftigten übernommen werden. Der Kaufpreis für die 30 Filialen soll bei 100 Mio. CHF gelegen haben. 2018 erwarb Coop eine Minderheitsbeteiligung an der in der Gastronomie tätigen Two Spice AG (u. a. Yooji’s, Rice Up!) und wurde 2023 zu dessen Mehrheitsaktionär. Im Juni 2017 wurde die Tropenhaus Frutigen AG in die Coop Genossenschaft eingegliedert. Das Tropenhaus Wolhusen wurde im Dezember 2019 für einen symbolischen Franken abgegeben. Seit Frühjahr 2025 ist das Tropenhaus geschlossen. Die Verantwortlichen konzentrieren sich nun mit neuer Firmenbezeichnung Bergquellfisch Frutigen ganz auf die nachhaltige Produktion von Schweizer Kaviar und Egli.
An der Delegiertenversammlung vom 28. März 2019 wurde Doris Leuthard in den Verwaltungsrat von Coop gewählt.
Das 1978 erbaute Coop-Hochhaus in Basel-Gundeldingen wurde ab 2019 umfassend saniert. 1275 Mitarbeiter arbeiten mit Stand Juni 2019 am Coop-Hauptsitz in dem Coop-Hochhaus. 2021 wurden die Arbeiten abgeschlossen. Die gebäudeintegrierte Photovoltaik soll rund zehn Prozent des Strombedarfs des Gebäudes abdecken.
2019 wurde in Zürich der Coop City St. Annahof nach Umbauarbeiten wiedereröffnet.
Aufgrund der Corona-Pandemie verordnete der Bundesrat am 17. März 2020 die Schliessung aller Nonfood-Formate und Restaurants und beschränkte die Sortimente in den Supermärkten. Über 1000 Verkaufsstellen mussten geschlossen werden. Ab dem 19. Oktober 2020 galt eine Maskenpflicht in allen Verkaufsstellen.
Im Jahr 2021 hat Coop die Baumarktkette Jumbo übernommen und die Eigenmarke “Coop Bau + Hobby” in dieser aufgehen lassen. Nach der Schliessung des Coop City an der Marktgasse 24 in Bern wurde dort 2021 nach Umbauarbeiten ein Coop-Lebensmittelmarkt eröffnet.
Im Oktober 2023 wurde bekannt, dass Coop ins sogenannte Neobankengeschäft einsteigen will, unter anderem durch eine Kooperation mit der Hypothekarbank Lenzburg.

### Experimente mit dem Coop Railshop

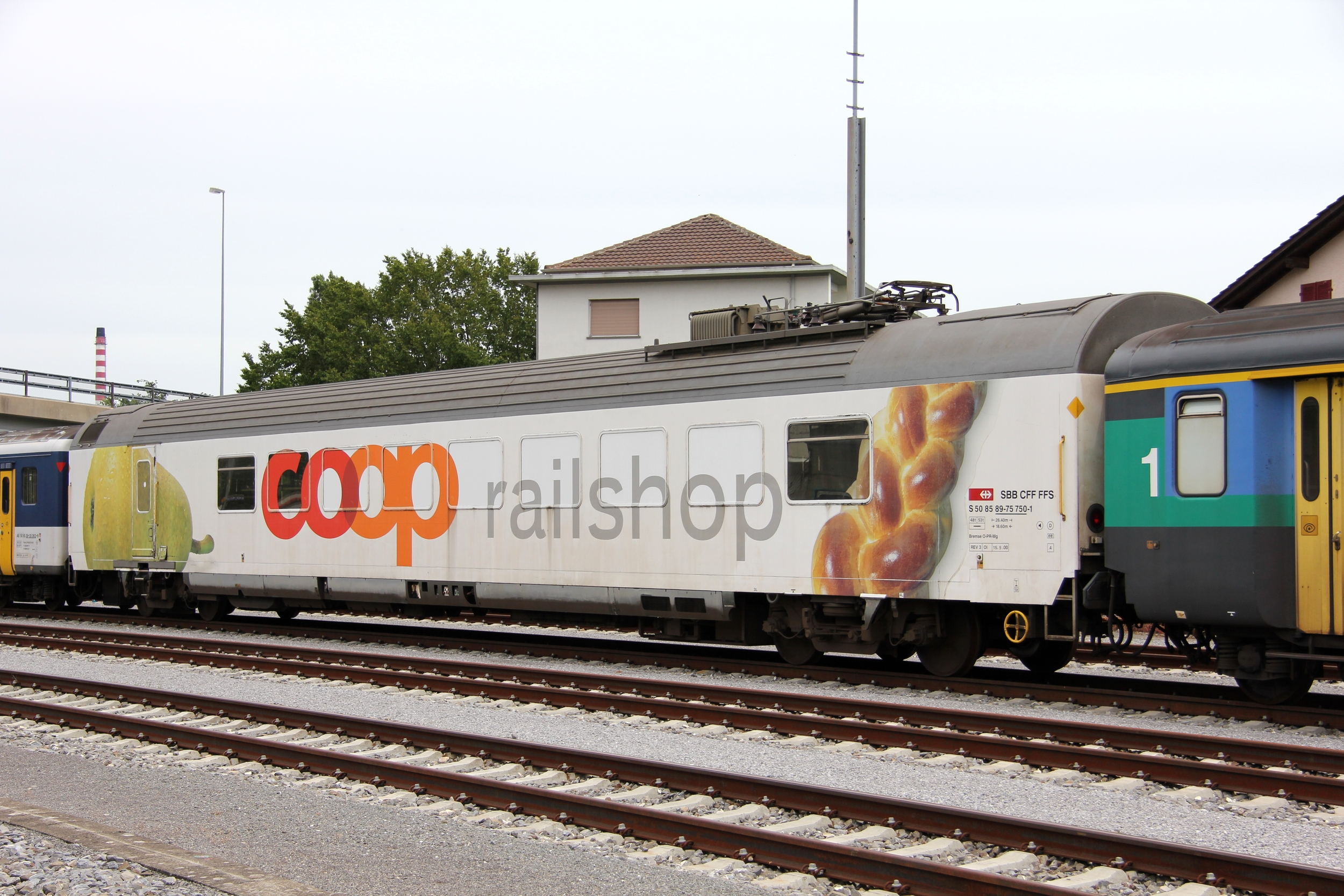
Einheitswagen IV SBB S 50 85 89-75 750-1 Railshop Coop

Im Mai 2000 führte Coop in Zusammenarbeit mit den Schweizerischen Bundesbahnen (SBB) ein innovatives Konzept ein: den Coop Railshop, zwei mobilen Laden in speziell umgebauten Speisewagen, welche zuvor von mcDonald's betrieben wurden. Der Railshop bot auf der Strecke zwischen Zürich und Bern eine Auswahl von rund 900 Artikeln des täglichen Bedarfs, darunter frische Lebensmittel, Getränke, Sandwiches, Tabakwaren und Zeitschriften. Der Wagen verkehrte von Montag bis Freitag mit zehn täglichen Fahrten und bediente Zwischenhalte in Städten wie Baden, Aarau und Olten.
Das Konzept war nicht erfolgreich und wurde bereits 2002 eingestellt. Der verwendete Speisewagen (SBB S 50 85 89-75 750-1) wurde später zu Übungszwecken für Feuerwehr-Trainings umfunktioniert.

## Unternehmensstruktur
Coop ist aufgeteilt in die vier Verkaufsregionen Suisse Romande, Bern, Nordwestschweiz-Zentralschweiz-Zürich sowie Ostschweiz-Ticino, die über eine eigene Verkaufslogistik und Immobilienstruktur verfügen.
In den vier Regionen und zusätzlich im Tessin gibt es Regionalräte, welche Abgeordnete für die zweimal jährlich stattfindende Delegiertenversammlung wählen. Diese wählt den Verwaltungsrat der Coop-Gruppe.
Daniel Hintermann ist Leiter der Direktion Logistik und Mitglied der Geschäftsleitung von Coop. Die Direktion Logistik ist eine von acht Direktionen beim Detailhändler Coop und beschäftigt rund 4600 Mitarbeiter. Die Coop-Logistik ist in nationale und regionale Verteilzentralen organisiert. Formate wie Coop City (30 Warenhäuser) oder Coop Bau+Hobby (heute Jumbo) nutzen eigene Logistiklösungen.
Coop ist Mitbegründerin bei der 2014 gegründeten Einkaufsgemeinschaft Core sowie bei der 2015 gegründeten Agecore. Coop ist zudem Mitglied bei der Branchenorganisation der Schweizer Fleischwirtschaft Proviande.

## Produktionsbetriebe
Bei der Bell Food Group ist Coop Mehrheitsaktionärin. Als Divisionen der Coop-Gruppe funktionieren verschiedene Produktionsbetriebe, die neben den Coop-Eigenmarken auch Produkte für Dritte produzieren:
- HALBA, Pratteln: HALBA produziert jährlich 20 000 Tonnen Schweizer Schokolade, 7 000 Tonnen innovative Snacks und 20 000 Tonnen hochwertige Back- und Kochzutaten für Handel und Industrie. Produkte: Schokolade, Snacks wie Nüsse und Trockenfrüchte, Back- und Kochzutaten

- Panofina: Panofina stellt Backwaren- und Konditoreiprodukte her. Vertreten sind die modernen Grossbäckereien schweizweit an 4 Standorten mit 2 integrierten Konditoreien sowie weiteren rund 70 Hausbäckereien. Jährlich werden rund 70 000 Tonnen Backwaren und Konditoreiprodukte von 1 110 Mitarbeitenden hergestellt.

- Swissmill, Zürich: Mehl, Mehlmischungen, Hartweizengriess, Polenta, Haferflocken, Extruderprodukte. Swissmill ist die grösste Getreidemühle der Schweiz und zählt europaweit zu den modernsten Unternehmen der Branche. Sie verarbeitet jährlich über 200 000 Tonnen Getreide und stellt mehr als 100 verschiedene Produkte her und ist führend in der Verarbeitung von Getreide mit der Knospe von Bio Suisse.

- Steinfels Swiss, Winterthur: Naturkosmetik, Kosmetika, Wasch- und Reinigungsmittel, Hygieneprodukte, Systemlösungen. Steinfels Swiss entwickelt, fertigt und vermarktet jährlich mehr als 18 000 Tonnen an hochwertigen Reinigungsmitteln und Körperpflegeprodukten für private Haushalte, Gewerbe und Grossverbraucher. Mit ihrem Angebot an nachhaltigen Produkten ist Steinfels Swiss schweizweit führend. Die Absatzmärkte sind Schweiz, Deutschland, Frankreich, Italien, Spanien, Afrika und China.

- Reismühle Nutrex, Brunnen, Gemeinde Ingenbohl: Reissorten aus aller Welt, Reismischungen. Die Reismühle Nutrex (zuvor: Reismühle Brunnen) veredelt über 55 Reissorten aus aller Welt und verkauft jährlich über 10 000 Tonnen Produkte. Im Bereich Fairtrade ist sie auf dem europäischen Markt führend. Essig und Essigspezialitäten für Detailhandel und Industrie werden, seit der Übernahme der Essigproduktion der bereits liquidierten Nutrex AG aus Busswil bei Büren, auch in Brunnen produziert. Jährlich werden über 7,9 Millionen Liter Essig in über 30 verschiedenen Variationen für Retail, Gastronomie und Industrie vermarktet. Die Reismühle Nutrex produziert Bio-, Fairtrade-, hallal und koschere Produkte. Die Absatzmärkte sind Schweiz und Europa.

- Pearlwater Mineralquellen AG, Termen: Mineralwasser und zuckerhaltige Limonaden, abgefüllt in PET-Flaschen; 20-Liter-Container Mineralwasser für den Offenausschank. Pearlwater füllt jährlich rund 100 Millionen Liter Mineralwasser und Softdrinks ab, darunter die Coop-Eigenmarken «Swiss Alpina» und «Prix Garantie». Bei beiden Marken wurde Trifluoracetat nachgewiesen (0,36 bezw. 0,5 µg/l).[51]

- Bananenreiferei, Kaiseraugst: Bananen, exotische Früchte wie Ananas und Kiwi, Trockenfrüchte. Die Bananenreiferei reift und konfektioniert Bananen und weitere exotische Früchte, lagert und kommissioniert Trockenfrüchte. Hier reifen unter anderem jährlich rund 25 000 Tonnen Bananen und über 3 000 Tonnen Ananas. Der Betrieb gehört zu den technisch und ökologisch fortschrittlichsten in Europa.

### Produktions- und Verteilzentrum Schafisheim
2007 übernahm Coop eine Liegenschaft von Howeg und Prodega in Dietikon und baute den Standort in eine regionale Verteilzentrale um. Im Gegenzug wurden die Zentren in Kriens und Zürich geschlossen. Die regionale Verteilzentrale in Dietikon wurde 2016 aufgegeben und ins neue Verteilzentrum nach Schafisheim verlegt. Im Nachgang wurde eine Verteilzentrale für die Bereiche «Pronto» und «Aktionen» auf dem Gelände der ehemaligen Verteilzentrale in Dietikon eingerichtet, 2018 wurde dieses Gelände an Limeco verkauft. Die 1982 in Wallisellen eröffnete Grossbäckerei wurde 2017 geschlossen und die meisten Mitarbeiter nach Schafisheim verlegt. Der Gebäudekomplex in Schafisheim, welcher auch die nationale Verteilzentrale für Tiefkühlprodukte enthält, wurde bereits 2016, im Beisein von Bundesrätin Doris Leuthard, eingeweiht. Das Areal in Wallisellen wurde 2016 veräussert, die Gebäude 2019 abgerissen. Das Schoggihüsli war noch bis 2018 in Betrieb. Ab Herbst 2024 will Coop das Verteilzentrum ausbauen. Die Gemeinden im Staffeleggtal befürchten dadurch einen zunehmenden Schwerverkehr.

### Produktionszentrum Pratteln
Im Oktober 2017 wurde das Coop Produktionszentrum in Pratteln eröffnet:
- Halba (zuvor: Chocolats Halba/Sunray): Tafelschokolade, Pralinen, Festtagssortimente, Industrieschokolade (Couverture, Füllungen). Chocolats Halba produziert jährlich rund 13 000 Tonnen Schokolade für Handel und Industrie. Knapp ein Drittel davon geht in den Export. Die Absatzmärkte sind Schweiz, Europa, Nordamerika, Asien und Australien. Trockenfrüchte, Nüsse, Kerne, Trockenpilze und -gemüse, Hülsenfrüchte, Gewürze und Kräuter, Zucker, Speiseöle, Backmischungen und Dessertprodukte, Backzutaten. Sunray beschafft weltweit rund 56 000 Tonnen Rohwaren, mehrheitlich direkt aus dem Ursprungsgebiet, und veredelt sowie konfektioniert diese. 34 600 Tonnen Lebensmittel werden zu rund 600 Produkten verarbeitet und in 70 Millionen Verpackungen abgefüllt. Die Absatzmärkte sind Schweiz und Europa.
- Vina Raurica: Weissweine, Roséweine, Rotweine, Süssweine, Schaumweine. Die Weinkellerei von Coop vinifiziert Most aus sieben Kantonen der Schweiz. Weine aus der ganzen Welt werden gepflegt, veredelt und abgefüllt sowie konfektioniert. Aromatisierte weinhaltige Getränke runden das Sortimentsspektrum ab. Mit einer jährlichen Füllleistung von 36 Millionen Flaschen ist Cave die grösste Weinkellerei der Schweiz.

### Ehemalige Produktionsbetriebe
Eine Auswahl ehemaliger Produktionsbetriebe von Coop:
- Die Teigwarenfabrik Pasta Gala in Morges wurde per Ende 2014 aus Profitabilitätsgründen eingestellt.[63] Dies ist mit ein Grund warum die Schweiz seit 2015 einen markanten Importanstieg bei Teigwaren verzeichnet.[64]

## Auslandsaktivitäten
Verbrauchermärkte unter der Marke Coop werden nur in der Schweiz und Liechtenstein betrieben.
Die 100-prozentige Großhandels-Tochtergesellschaft Transgourmet Holding ist neben der Schweiz auch in Frankreich, Deutschland, Polen, Rumänien, Russland und Österreich mit den Marken Prodega/Growa CC und Selgros tätig.
In der Beschaffung arbeitet Coop mit den Detailhandelsunternehmen Colruyt (Belgien), Conad (Italien) und Rewe Group (Deutschland) in der europäischen Beschaffungsallianz Core (bis 2013 in deren Vorgängerorganisation Coopernic auch mit dem französischen Unternehmen E.Leclerc) zusammen. Im November 2007 gab Coop bekannt, dass die damaligen Partner von Coopernic gemeinsam 80 Prozent der litauischen Einzelhandelskette IKI übernehmen werden. Der Verkaufspreis wurde nicht bekanntgegeben, dürfte aber knapp unter einer Milliarde Franken gelegen haben.
Weitere Auslandsaktivitäten bestehen durch Produktionsgesellschaften wie Bell Food Group oder ausländischen Tochtergesellschaften wie Transgourmet Deutschland.

## Umsatzentwicklung
Im Jahr 2010 übersteigt der Gesamtumsatz der Coop-Gruppe erstmals 20 Milliarden Franken. 2011 hatte die Coop-Gruppe den Hauptkonkurrenten Migros beim Umsatz erstmals überholt. Der Gesamtumsatz der Coop-Gruppe belief sich 2017 auf insgesamt 29,2, 2018 sowie 2019 auf 30,7, 2020 auf 30,2, 2021 auf 31,9, 2022 auf 34,2, 2023 auf 34,7 und 2024 auf 34,9 Milliarden Schweizer Franken.

## Nachhaltigkeit
In Zusammenarbeit mit Bio Suisse lancierte Coop im Jahr 1993 die Eigenmarke Naturaplan, seit 2007 eine reine Bio-Eigenmarke und erreichte damit im Jahr 2018 einen Anteil von 14 Prozent am Lebensmittelsegment des Konzerns. Im Jahr 2008 setzte sich Coop das Ziel bis 2023 CO2-Neutral zu sein. Inzwischen verfolgt Coop das Ziel von "Netto-Null" bis 2050. Im Jahr 2015 erwirtschaftete Coop bereits einen Nettoerlös von über 3,1 Milliarden Franken mit Nachhaltigkeits-Eigenmarken und -Gütesiegeln (Naturaplan, Naturafarm, Oecoplan, Naturaline, Pro Montagna, Pro Specie Rara, Slow Food, Max Havelaar, Bio Suisse, MSC, FSC und Topten). Naturaplan wurde beim Label Ranking 2015 mit 168 von 200 Punkten als «Ausgezeichnet» eingestuft und Naturafarm erreichte mit 119 Punkten die Kategorie «Empfehlenswert». Im November 2016 wurden Demeter-Produkte ins Sortiment aufgenommen. Mit einem Marktanteil von 44,3 Prozent blieb Coop auch 2017 Bio-Marktführerin in der Schweiz. 2018 stieg der Umsatz mit Nachhaltigkeitsprodukten auf 4,1 Milliarden Franken. Der Umsatz mit Bio-Produkten stieg im selben Jahr um 19 Prozent auf 1,7 Milliarden Franken, wovon Naturaplan einen Anteil von 1,28 Mrd. Fr. erreichte. 2018 hat Coop angekündigt, in Zukunft bei Eigenmarken das umstrittene RSPO-zertifizierte Palmöl gegen andere Öle zu ersetzen oder Bio Suisse-zertifiziertes Palmöl zu verwenden. Die Umstellung will Coop bis Ende 2021 umgesetzt haben. Ab 2020 wurden vermehrt auch Produkte von IP-Suisse ins Sortiment aufgenommen. Im selben Jahr stieg der Umsatz mit Nachhaltigkeitsprodukten auf 5,4 Milliarden Franken, davon 2 Milliarden Franken Bio-Produkte.
Verschiedene Unternehmen von Coop sind Mitglied der Interessengemeinschaft Bio Schweiz (IG Bio), welche z. B. die Pestizid- und Trinkwasser-Initiative ablehnte.
Coop und Migros werden vom Preisüberwacher kritisiert, weil sie ihre Marktmacht bei den Bio-Lebensmitteln durch überhöhte Gewinnmargen ausnützen würden. Mathias Binswanger, Wirtschaftsprofessor an der Fachhochschule Nordwestschweiz kommt zum selben Schluss.

### Vegetarische & vegane Produkte
2016 hat Coop einige Produkte von Veganz ins Sortiment aufgenommen. Im April 2018 wurde mit Bio Campiuns eine Superfood-Linie für lokale Bio-Lebensmittel lanciert. Im November 2018 hat Coop eine bio-vegane Käse-Linie ins Sortiment aufgenommen. Derzeit gibt es bei Coop rund 600 vegane Produkte, welche mit dem V-Label ausgezeichnet sind. Der Beyond-Meat-Burger soll im April 2019 ins Sortiment aufgenommen werden.

### Karma
Im Jahr 2013 wurde die Eigenmarke «Karma» lanciert. Das Sortiment umfasst über 300 Produkte, die alle durch Swissveg V-Label-zertifiziert wurden. Am 30. Mai 2017 hat Coop im Bahnhof Zug den ersten Karma-Shop eröffnet. Als Besonderheit gilt das ausschliesslich vegetarische und vegane Angebot, ein grosses Bio-Sortiment sowie eine unverpackt-Station für den verpackungsfreien Einkauf. Der zweite Karma-Shop wurde am 14. März 2018 im Letzipark eröffnet, brachte jedoch zu wenig Umsatz ein und wurde wieder geschlossen. Der nächste Karma-Shop wurde im Frühsommer 2020 in Bern eröffnet. Die Produkte der Handelsmarke Karma werden auch in den regulären Coop-Filialen und bei Coop.ch angeboten.

### Fooby
Am 6. März 2019 hat Coop in Lausanne den ersten Fooby-Store eröffnet. Speziell ist die hauseigene Kaffeerösterei und ein Angebot an regionalen Lebensmitteln.

### Weiteres
Um die Lebensmittelverschwendung zu verringern, vermarktet Coop seit 2013 nicht der Handelsnorm entsprechendes Gemüse und Obst unter der Eigenmarke Ünique. Allerdings ist das Angebot nicht in jeder Filiale verfügbar. Überschüssige Lebensmittel werden seit 2005 an Organisationen wie Tischlein deck dich und die Schweizer Tafel abgegeben, sowie seit Oktober 2018 auch über die App Too Good To Go vermarktet. Seit Ende Juni 2021 machen auch alle 182 Coop-Restaurants bei Too Good To Go mit und im Juni 2023 wurde das Angebot auf sämtliche Coop-Supermärkte ausgeweitet. Coop versucht die Lebensmittelverschwendung auch mit dem GS1-DataMatrix-Code zu reduzieren, welcher künftig den üblichen Strichcode ersetzen könnte und neben dem Preis auch das Ablaufdatum der Produkte enthält. Die Politik fordert u. a. Coop dazu auf, mehr gegen die Lebensmittelverschwendung zu unternehmen.
Auf politischen Druck hin hat Coop am 24. Oktober 2016 in einigen Filialen damit begonnen, für Plastiksäcke 5 Rappen zu verlangen. 2021 und 2022 testete Coop in einzelnen Filialen Selbstbedienungs-Abfüllstationen für Valaisanne-Bier und Rhäzünser-Mineralwasser. Das Zero-Waste-Angebot solle mit Abfüllstationen für Lebens- und Reinigungsmittel erweitert werden. Im Jahr 2022 begannen Unternehmen der Coop-Gruppe, Kassenbons auch bei den bedienten Kassen nur noch auf Wunsch auszudrucken.
Nachdem in den vergangenen Jahren auch importierte Weihnachtsbäume aus Dänemark im Angebot waren, setzte Coop ab 2020 ausschliesslich auf Tannenbäume aus Schweizer Anbau. Im März 2022 wurde in Zusammenarbeit mit der Appenzeller Brauerei Locher die «Bünzli Büx» lanciert, ein Bier aus 100 Prozent Schweizer Zutaten. Zudem will Coop bei den Bio-Broten bis 2027 vollständig auf einheimisches Knospe-Getreide umstellen. Beim Kalbfleisch setzt Coop vermehrt auf die naturnahe Mutterkuhhaltung. Eier von Zweinutzungshühnern werden seit 2014 angeboten.
Am 29. Juni 2017 hat Coop zusammen mit anderen Marktteilnehmern die «Absichtserklärung zur Reduktion des Torfeinsatzes in der Herstellung, im Angebot und im Verbrauch von Sackerden für den Endverbraucher in der Schweiz» unterzeichnet.
Coop testet mit Stand November 2018 fünf Elektrolastkraftwagen der Firma E-Force One mit jeweils 18 Tonnen Nutzlast.
Von 2008 bis 2018 war Coop Mitglied des United Nations Global Compact (UNGC).
2022 lancierte Coop in Zusammenarbeit mit Emmi in rund 100 Verkaufsstellen Biomilch in der Mehrweg-Glasflasche. 2023 und 2024 wurde das Angebot auf weitere Filialen ausgeweitet. Die 2021 lancierten Abfüllstationen für Lebensmittel, für den Einkauf wie in einem Unverpacktladen, sollen in weiteren Verkaufsstellen installiert werden. 2023 kündigte Coop an, künftig Produkte des Vereins Schweizer Regionalprodukte (regio.garantie) unter dem eigenen Gütesiegel «Miini Region» zu vermarkten.

## Kritik

### Verstösse gegen das Arbeitsgesetz
Vor allem bei der wöchentlichen Höchstarbeitszeit verstösst Coop immer wieder gegen das Arbeitsgesetz.

### Kritik an Coop-Werbekampagnen
Das Konsumentenmagazin Beobachter kritisierte in einem 2007 erschienenen Artikel eine damalige Werbekampagne von Coop. Bemängelt wurde, dass in der Kampagne «ein Hohelied auf den Umweltschutz» angestimmt werde, während Coop gleichzeitig billige Flugtickets für Swiss verkaufe.
2019 wurde aus Uruguay eingeflogenes Rindfleisch mit verschiedenen Rabatt-Aktionen beworben. Auch Lammfleisch aus Australien, Neuseeland und England war im Angebot. Im Bereich Früchte (Flugobst) und Gemüse fielen laut Coop rund 0,5 Prozent auf Flugimporte. Auf diese verzichten möchte Coop aber nicht.
Im Februar 2020 wurde die Kritik geäussert, dass Gerichte in Coop-Restaurants mit einem grossen Schweizerkreuz angepriesen werden, obschon weite Teile der verwendeten Zutaten (in jenem Fall Poulet aus Slowenien) importiert sind. Da jedoch auf demselben Plakat jeweils die Herkunft des Fleisches in kleiner und leicht zu übersehender Schrift deklariert war, sah Coop keinen Handlungsbedarf. Die Schweizerfahne stehe für «typische Schweizer Rezepte».
Indes wurden auch die Parallelimporte von Coca-Cola aus Polen und der Ukraine kritisiert.
Eine „Treuerabatt“-Aktion im Frühjahr 2022, bei der die angeblich rabattierten Artikel von einer eigens für die Aktion geschaffenen Marke stammten und die Preisereduzierungen der nur gegen Vorlage von Treuemarken erwerbaren Artikel somit nicht realistisch prüfbar war, sorgte für Empörung. Nachdem das SRF-Konsumentenmagazin Espresso über den Vorgang berichtet hatte, erklärte Cécile Thomi von der Stiftung für Konsumentenschutz: „Man muss klar und deutlich sagen, dass die Leute mit einer derartigen Pseudoaktion regelrecht für dumm verkauft werden.“ Das Staatssekretariat für Wirtschaft hingegen fand die Werbeaktion nicht irreführend.

### Probleme im Fleischverkauf
2011 erhoben ehemalige Mitarbeiter von Coop-Filialen schwere Vorwürfe: Sie hätten regelmässig Fleisch vom Selbstbedienungs-Regal auspacken und auch Tage nach dem Verbrauchsdatum an der Frischfleisch-Theke verkaufen müssen. Auch bei der Herkunft des Fleisches mussten Angestellte hinter dem Buffet Kunden täuschen, zum Beispiel Import-Geflügel mit Schweizer Poulet vermischen und als solches verkaufen. Offiziell waren 24 Filialen in 7 Kantonen betroffen.
2013 wurde anlässlich des Pferdefleischskandals in einigen Fertiggerichten Pferdefleisch statt des deklarierten Rindfleisches gefunden.